# Gouverneurswahl in New York 1817
Die Gouverneurswahl in New York von 1817 fand im April/Mai 1817 statt, es wurden der Gouverneur und der Vizegouverneur von New York gewählt.

## Vorgeschichte
Gouverneur Daniel D. Tompkins wurde im November 1816 zum Vizepräsidenten der Vereinigten Staaten gewählt, so dass er im Februar 1817 von seinem Amt als Gouverneur von New York zurücktrat. Artikel XVII der New Yorker Verfassung von 1777 besagte, dass „... so oft wie der Regierungssitz vakant werden sollte, ein kluger und umsichtiger „Freeholder“ durch eine Abstimmung zum Gouverneur gewählt werden sollte, ..., wobei die Wahlen immer zu jener Zeit und Ort abgehalten werden sollten, wenn die Abgeordneten in die Assembly gewählt werden ...“ Dies bedeutete beim Auftreten einer Vakanz, dass der Vizegouverneur dem Gouverneur nicht sofort ins Amt nachfolgte, sondern den Staat nur bis zum Ende der jährlichen Amtszeit der New York State Assembly am 30. Juni verwaltet und der Nachfolger dann im nachfolgenden April gewählt wurde.
Porter kandidierte nicht für das Amt des Gouverneurs, jedoch die Tammany Organisation, die gegen Clinton feindlich gesinnt war. Diese verteilte Wahlzettel mit Porters Namen in New York City, von denen einige abgegeben wurden. Für die Demokratisch-Republikanische Partei trat DeWitt Clinton zusammen mit John Tayler an.

## Ergebnis
| Bild   | Kandidat           | Partei                                   | Stimmen | Stimmen  |
| Bild   | Kandidat           | Partei                                   | Anzahl  | Prozent  |
| ------ | ------------------ | ---------------------------------------- | ------- | -------- |
|        | DeWitt Clinton     | Demokratisch-Republikaner                | 43.310  | 96,70 %  |
|        | Peter Buell Porter | Demokratisch-Republikaner (Tammany Hall) | 1.479   | 3,30 %   |
| Gesamt | Gesamt             | Gesamt                                   | 44.789  | 100,00 % |